# Gonia fasciventris
Gonia fasciventris är en tvåvingeart som beskrevs av Macquart 1845. Gonia fasciventris ingår i släktet Gonia och familjen parasitflugor. Inga underarter finns listade i Catalogue of Life.